# Mathia Károly (tanár)
Mathia Károly (Eperjes, 1846. február 22. – Lőcse, 1883. május 2.) bölcseleti doktor, állami főreáliskolai tanár. 

## Életútja
A gimnáziumot szülővárosában, Eperjesen végezte. 1865-ben a budapesti egyetemre ment, ahol mint tanárjelölt természet- és mennyiségtant tanult, 1868-ban tanári oklevelet szerzett. 1867-68-ban a szabadkai községi főgimnáziumnál mint segédtanár, 1868-69-ben a sátoraljaújhelyi nagy gymnasiumnál mint segédtanár állt alkalmazásban. Ekkor történt, hogy a lőcsei állami evangélikus főgimnáziumot főreáliskolává alakították át és Eötvös József közoktatásügyi miniszter az új iskola legelső tanárai között rendes tanári minőségben ide kinevezte. 1871-ben tornatanításra nyert képesítést, 1876-ban pedig bölcseletdoktori oklevelet. 1878-ban megnősült, feleségül vette Zborovszky Terézt. 1883. március 17-én a húsvéti szünidő idején, neje szüleinek látogatására ment Eperjesre családjával együtt. Itt hamarosan gyomorbántalmakról, általános rosszullétről panaszkodott. A szünidő leteltével hivatalbeli pontossága ellentmondott az orvosok marasztó tanácsának, és ő a kedvezőtlen időjárás dacára is útra kelt. Lőcsére már betegen érkezett, betegágyából már nem kelt fel többé. Temetése 1883. május 4-én zajlott le.
Cikke a lőcsei főreáliskola jótkényczélű Albumában (1882. A nap mind a földön észlelhető mozgások indító oka).

## Műve
- A harmad- és negyedfokú egyenletek feloldása. Budapest, 1876. (Doktori dissertatio).